# (13669) Swammerdam
(13669) Swammerdam ist ein Asteroid des Hauptgürtels, der am 3. Mai 1997 vom belgischen Astronomen Eric Walter Elst am La-Silla-Observatorium (Sternwarten-Code 809) der Europäischen Südsternwarte in Chile entdeckt wurde.
Der Asteroid wurde am 22. Juli 2013 nach dem niederländischen Naturforscher Jan Swammerdam (1637–1680) benannt, der als Erster die von ihm unter dem Mikroskop entdeckten roten Blutkörperchen beschrieb und als Begründer der Präformationslehre gilt.